# Verdicio
Verdicio es una de las trece parroquias del concejo asturiano de Gozón, España.

## Descripción
Verdicio se encuentra a unos 8 km de Luanco, la capital del concejo, y no muy lejos de Avilés y del Cabo de Peñas. Tiene unos 300 habitantes y las poblaciones más destacadas son Camporriundo, Fiame, Ovies y Las Cabañas. 
El templo parroquial está dedicado a San Cristóbal y data de 1778, aunque fue remozado en el siglo XX. Verdicio destaca especialmente por sus tres playas, Tenrero, Carniciega y Aguilera, conocidas simplemente como playa de Verdicio, y las dunas que las conforman. Éstas atraen cada verano a numerosos turistas. Además en la parroquia se encuentran yacimientos del Paleolítico inferior, y el recinto castreño de El Cuerno.
Muy conocida es la canción popular asturiana "Soy de Verdicio", versión de la habanera cubana Yo soy guajira con letra de Marcos del Torniello.